# Heartbreaker (album G-Dragon)
Heartbreaker è il primo album in studio del cantante sudcoreano G-Dragon, pubblicato il 18 agosto 2009 dalla YG Entertainment.

## Tracce
1. A Boy (소년이여?, SonyeoniyeoLR) – 3:29 (G-Dragon, Choice37)
2. Heartbreaker – 3:22 (G-Dragon, Jimmy Thornfelt)
3. Breathe – 3:27 (G-Dragon, Jimmy Thornfelt)
4. Butterfly (feat. Jin Jung) – 4:05 (Choice37, G-Dragon)
5. Hello (feat. Park Sandara) – 3:17 (Kush, G-Dragon)
6. Gossip (feat. Kim Gun-mo) – 3:31 (Teddy, G-Dragon)
7. Korean Dream (feat. Taeyang) – 3:47 (G-Dragon, Jimmy Thornfelt)
8. The Leaders (feat. Teddy Park e CL) – 3:48 (Teddy)
9. She's Gone (feat. Kush) – 3:44 (Kush, G-Dragon)
10. 1 Year Station (1년 정거장?, Ilnyeon JeonggeojangLR) – 4:04 (Kush, G-Dragon)

## Riconoscimenti
- Mnet Asian Music Award
  - 2009 – Album of the Year
- Melon Music Award
  - 2009 – Album of the Year[1]

## Classifiche
| Classifica (2010) | Posizione massima |
| ----------------- | ----------------- |
| Corea del Sud     | 7                 |